# Earl Nightingale
Earl Clifford Nightingale (* 12. März 1921 in Los Angeles, Kalifornien; † 25. März 1989 in Scottsdale, Arizona) war ein US-amerikanischer Radiokommentator und Motivationstrainer.

## Leben und Wirken
Earl Nightingale wurde als Sohn von Albert Victor Nightingale und Gladys Fae Nightingale geb. Hamer geboren. 1938 trat er den US Marines bei und 1941 überlebte er den japanischen Angriff auf die Arizona in Pearl Harbor. 1945 begann er neben seiner Tätigkeit für die Marine in Jacksonville, North Carolina für das Radio zu arbeiten. Nachdem er das Militär 1946 verlassen hatte, wurde er Rundfunksprecher für den Lokalsender KTAR in Phoenix, Arizona. 1949 wechselte er als Ansager zum Columbia Broadcasting System (CBS) in Chicago und bereits ein Jahr darauf zu WGN. 1950 bis 1954 sprach er den Sky King in der gleichnamigen Radioabenteuerserie und von 1950 bis 1956 bestritt er die Earl Nightingale Show, eine 90-minütige Radiotalkshow. Dann erfüllte er sich einen Jugendtraum und hörte mit 35 Jahren auf zu arbeiten. Drei Jahre später kehrte er mit der fünfminütigen täglichen Radiosendung Our Changing World zurück, die von über 1000 Radiosendern ausgestrahlt wurde und später auch im Fernsehen zu erleben war. Er begleitete die Serie bis 1989, als er an Komplikationen nach einer Herzoperation starb.
1950 gründete er Earl Nightincale Inc. und 1960 als Nachfolgeunternehmen mit Lloyd Conant die Nightingale Conant Corporation, unter anderem zum Vermarktung seiner Motivationscassetten. Er wurde in die Speaker Hall of Fame und 1986 in die NAB Broadcasting Hall of Fame aufgenommen. Daneben erhielt er 1976 den Golden Gavel Award von Toastmasters International und 1987 den Gold Medal Award for Literary Excellence der Napoleon Hill Foundation. Seine Motivationsplatte The Strangest Secret erreichte 1959 Goldstatus.
1942 bis 1960 war er mit Mary Peterson verheiratet, mit der er einen Sohn und eine Tochter hatte. Aus seiner zweiten Ehe mit Lenarda Certa, 1962 bis 1976, stammt ein Sohn. 1982 heiratete er Diana Lee Johnson.